# Bibliografía

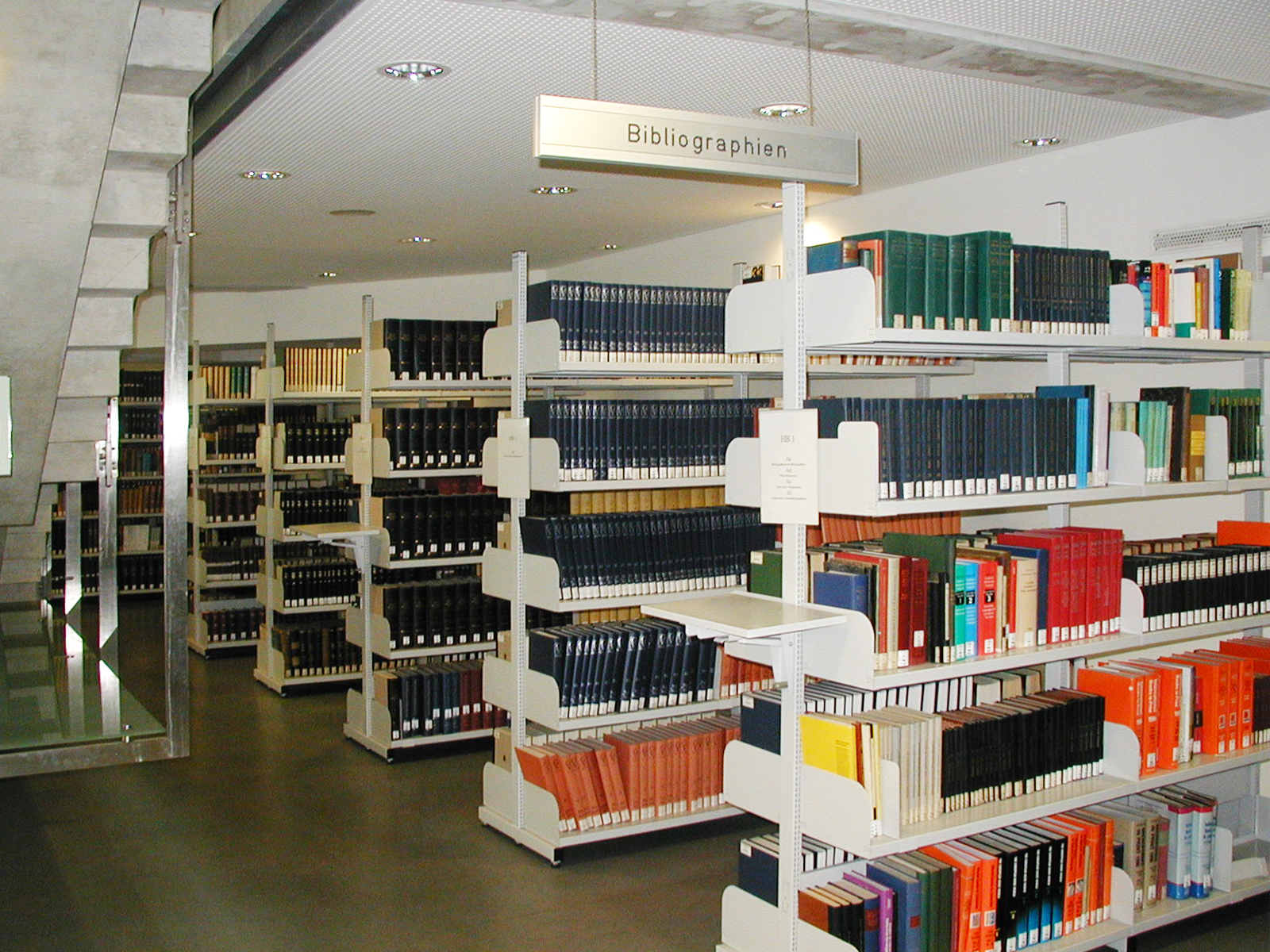
Bibliografías en la Biblioteca Universitaria de Graz

La bibliografía (del griego βιβλίο biblío: ‘libro’, y γράφω gráfo: ‘escribir’) es el estudio, descripción y clasificación de documentos, con el objetivo de producir la compilación de las fuentes documentales de un trabajo intelectual o un catálogo de obras sobre un tema específico. El término bibliografía hace mención expresa a libros, pero en la práctica los documentos pueden ser tanto manuscritos, impresos, digitales o audiovisuales, estén o no publicados. También se denomina bibliografía a la propia compilación o catálogo de referencias bibliográficas.

## Clasificación

### En función del uso
Podemos establecer una primera clasificación en función del tipo de uso que el escritor dio a las fuentes bibliográficas en la redacción de su obra:
1. El escritor utilizó la bibliografía que cita en el artículo como base para la redacción del artículo.
2. La bibliografía citada en el artículo no ha sido utilizada para la redacción del mismo, sino que se trata del aporte de otro escritor con el objeto de enriquecer el contenido del artículo, ampliando su información.

### Criterio descriptivo e interpretativo

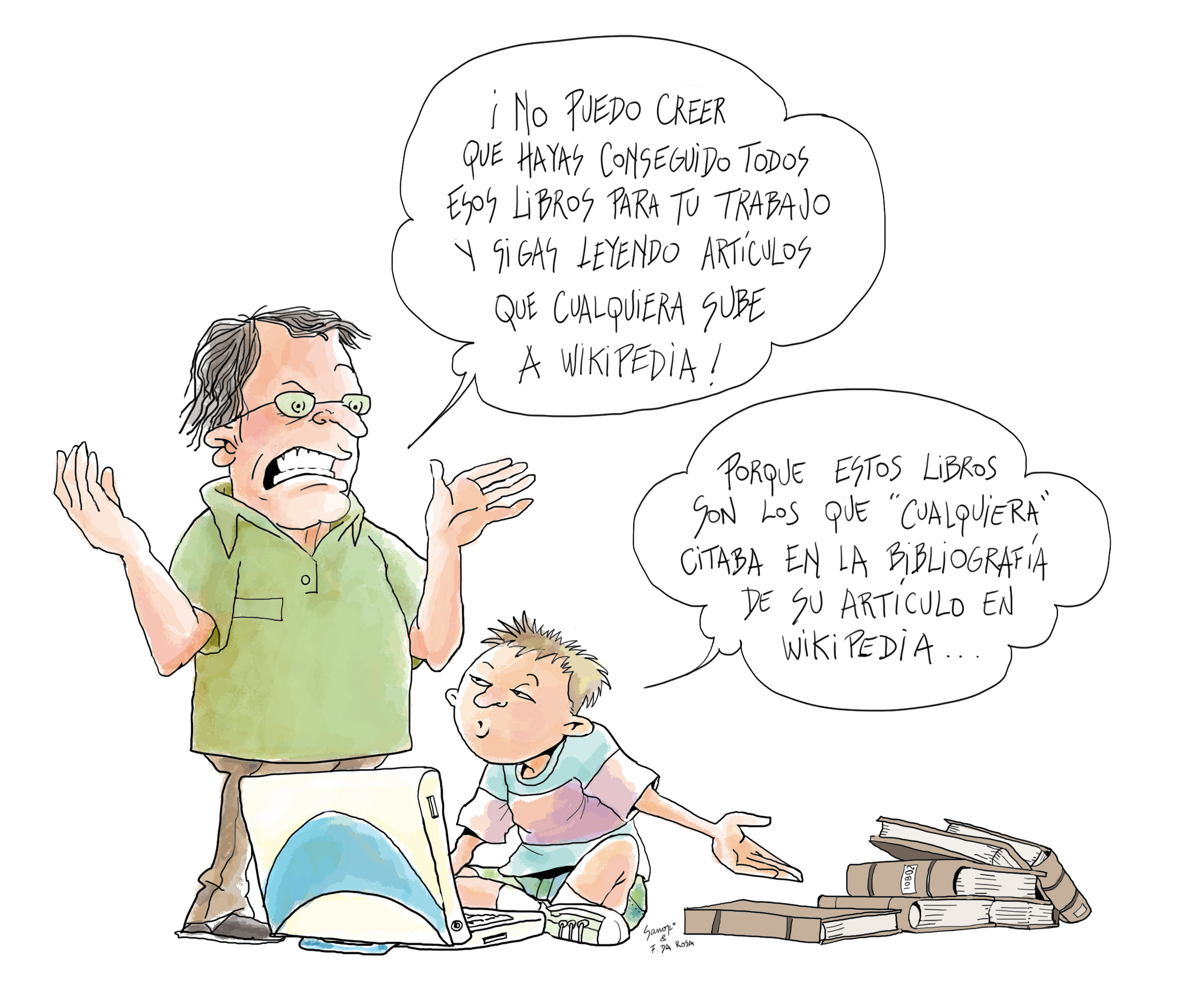
Viñeta sobre bibliografía.

- Constituyen un tipo de bibliografía de referencia basada en sistemas de signos en relación con los textos, que entroncan con los campos de la señalética y la semiótica.
- La bibliografía analítica forma una clase diferente de referencia, que tiene más que ver con la interpretación de documentos y sus conceptos que con hacer listas. W. W. Greg es el primero en tomar iniciativa acerca de la bibliografía analítica: los libros deben estudiarse de una manera científica pero siempre con un fin literario. Greg reclama que debe existir un estudio científico de los libros a principios del siglo XX. Declara también que la transmisión manuscrita y la imprenta no deben separarse sino que esta ciencia debe estudiar ambas (aunque ahora la bibliografía solo estudia la transmisión impresa). Considera que el libro debe estudiarse como un objeto principalmente literario. El objetivo de la bibliografía analítica es saber el texto original, estudiando un libro como soporte que transmite esos textos. Dentro de la propia bibliografía analítica  nos podemos encontrar dos variantes: la bibliografía descriptiva, que detalla cómo describir un libro para darnos a entender cuales son las variantes de este y cuantas hay o pudo haber; por otra parte, la bibliografía textual es la comparación entre ediciones de textos. Es decir, las variantes que podemos encontrar entre los textos. Nos sirve para identificar cuantas ediciones pudo haber y para saber cuál es la que más se acerca a la que escribió el propio autor, y por lo tanto, qué es lo que quería decir realmente con ese texto. En esta bibliografía analítica, encontramos también la bibliografía histórica y la bibliografía sociológica. De hecho, cambios recientes en la teoría bibliográfica la relacionan con otras teorías, tales como las que tratan con la gramática (lingüística, semiótica y psicología de la lectura y escritura), las vinculadas con la teoría de la información y los estudios de la comunicación, las que tratan con el estado de los textos y... todas las personas solo copian y pegan información sin importar que no citen las fuentes donde obtuvieron esa información.

## Definición
Una definición menos tradicional y más actual de la bibliografía podría ser una disciplina que estudia textos bajo las formas de conocimiento registradas y sus procesos de transmisión, incluyendo su producción y recepción.
En un sentido más clásico y más restrictivo, la bibliografía se extiende como una visión de conjunto de todas las publicaciones en alguna categoría:
- Obras de algún autor.
- Publicaciones sobre algún tema específico.
- Publicaciones editadas en algún país específico.
- Publicaciones editadas en algún periodo específico.
- Publicaciones mencionadas o relacionadas con una obra particular (una bibliografía de este tipo, a veces llamada «lista de referencia», tendría que aparecer normalmente al final de cualquier artículo de literatura científica).

Una bibliografía intenta dar una visión de conjunto completa de la literatura (importante) en su categoría. Es un concepto opuesto al «catálogo de biblioteca», que sólo enumera conceptos que se pueden encontrar en una biblioteca. Sin embargo, los catálogos de algunas bibliotecas nacionales también sirven de bibliografías nacionales, ya que (casi) todas las publicaciones de tal país están contenidas en los catálogos.
Las bibliografías se pueden ordenar de diferentes maneras, de igual modo a los catálogos de biblioteca.
Las bibliografías anotadas ofrecen descripciones aproximadas de las fuentes, construyendo protocolos o argumentos, que son de gran utilidad para los autores. Creando estas anotaciones, generalmente unas cuantas frases, se establece un resumen que da pistas sobre la idoneidad de cada fuente antes de escribir una obra.

## Composición

### Fuente
El lugar de donde se extrae la información es el documento que se va a describir, llamado «documento fuente», y dentro de este se establecen jerárquicamente las partes del mismo de donde se toman los datos. La más importante de las fuentes de información internas de un documento es la página titular o portada, que es una página interior impar en donde figura el autor, el título de la obra y el subtítulo además de, normalmente, el pie editorial (que consta de la localidad y el nombre del editor) acompañado, en ocasiones, del número de edición y la fecha de esta; no se debe confundir la portada con la encuadernación, que suele carecer de subtítulo y acostumbra a incorporar ilustraciones relacionadas con el tema de la obra. Entre la cubierta y la portada es común que se intercale la portadilla o anteportada, donde solo consta el título del libro sin subtítulo, y sin mención del autor de la obra. En caso de que el códice contenga anteportada, es esta la primera página que se halla impresa. Cuando el documento no tiene portada, la información se obtendrá de otras partes del libro o documento por el orden jerárquico que se indicará en la lista numerada que se incluirá a continuación. Las partes de donde obtener información del documento fuente según su importancia son las siguientes:
Portada o página titularTambién denominada «portada interior» o «página del título». Se encuentra en las hojas interiores, y es la página impar (normalmente la segunda página impresa, a veces la primera) que constituye la fuente interna prioritaria para obtener la información bibliográfica del documento. Algunas publicaciones periódicas no diarias carecen de portada, por lo que en estos casos es la cubierta o tapa la que se convierte en fuente prioritaria de los datos.
ContraportadaEn orden de importancia en relación con la obtención de datos bibliográficos acerca del documento, se considera al mismo nivel jerárquico que la página titular o portada. Se halla por lo general frente a esta, e incluye datos acerca del nombre de la serie a la que pertenece una monografía.
Página de derechosTambién llamada «de créditos». Se localiza en el reverso de la portada, además de proporcionar otros datos editoriales, como el ISBN, información legal (derechos del autor, de la edición, depósito legal —abreviado como D. L. —) e información adicional acerca del número de edición y del año de la primera publicada, de la obra original y el traductor si se trata de una traducción, del editor literario o revisor, o del pie de imprenta, entre otros.
Portadilla o anteportadaPrecede a la portada, solo contiene el título principal (no se imprime normalmente aquí el autor) y, cuando existe, es la primera página escrita de un códice impreso.
ColofónSe trata de unas líneas situadas generalmente en la página impar que sigue a la última impresa de una publicación. Contiene el pie de imprenta, que comprende el nombre del impresor, la localidad y la fecha de la edición con el día y festividad en que acabó de realizarse la impresión, a lo que pueden añadirse otros datos y comentarios. En ocasiones en el colofón figura el pie editorial (localidad y editor), en lugar del pie de imprenta.
Cubierta o tapaEn publicaciones seriadas que carecen de portada sustituye a esta en la jerarquía de las fuentes de información internas. En muchos de los códices o monografías se acostumbra a incorporar una ilustración que se relaciona con el tema del libro, así como diseños gráficos que hagan atractiva o elegante la tapa.
Cubierta posteriorEs la tapa o cubierta que cierra el libro encuadernado, es decir, la parte posterior de la cubierta anterior. En su ángulo inferior izquierdo se localiza el código de barras (si el libro lo lleva impreso); también suelen figurar en la cubierta posterior el precio e información acerca del contenido del texto, por ejemplo, un resumen. También puede no contener ningún dato.
SolapaSe trata de unas prolongaciones de las cubiertas plegadas al interior que a veces contienen datos. En la solapa anterior se acostumbra a incorporar un resumen del contenido de la obra y una síntesis biográfica del autor; en la posterior, de no ser la continuación de la información que habitualmente se ofrece en la solapa anterior (a veces en ellas se reparte información sobre la obra y sobre el autor), suele incorporar una lista de otros libros de la misma colección a que pertenece la obra. Si es preciso ofrecer datos acerca de los derechos de autor del diseño o ilustración de la cubierta anterior, es probable que figuren en esta solapa posterior.
LomoCubre el cosido o encolado de los pliegos en un códice y normalmente en él aparece el nombre del autor, el título de la obra sin subtítulo, el número de tomo en caso de que conste de varios, el número de la serie de la colección o publicación periódica, el logotipo del editor y su nombre comercial.
SobrecubiertaDenominada también «camisa». Se trata de una funda de papel resistente, plastificado o cartulina colocada sobre las cubiertas de un libro a modo de protección pero no adherida a ellas, especialmente en libros con cubiertas de tela o pasta y que reproducen el contenido de las cubiertas de la edición correspondiente en rústica de la misma obra.
Una vez definidas jerárquicamente las partes de donde se obtienen datos bibliográficos, para los que atañen a la responsabilidad autorial (responsable principal o autor; y responsables secundarios, como editor literario, traductor, prologuista), al título completo, al número de edición, pie editorial (es decir, localidad y editor) y fecha de publicación, la fuente prioritaria es la página titular o portada. Para el ISBN, primera edición, pie de imprenta (o sea, nombre del impresor, localidad y fecha de la impresión) y distribuidora, la fuente primordial es la página de derechos. Si un dato no se puede localizar en el lugar prioritario, se debe acudir al resto de las partes del libro en el orden en que se han consignado arriba y prevalecerá siempre el dato que, según esta jerarquía, alcance rango superior.
Las citas son las referencias de otros autores u obras incorporadas en el documento que se elabora.

#### Citas textuales
Según la Sociedad Catalana de Comunicación (SCC), miembro del Instituto de Estudios Catalanes (IEC), las citas textuales se escriben entre comillas cuando ocupan menos de tres renglones. La referencia se escribirá después de las comillas.
Si las citas son más largas de tres líneas, se escribirán en un párrafo independiente, sangrado 1 cm a la izquierda; el cuerpo de letra será un punto más pequeño que el del texto. (Si la letra del texto tiene 12 puntos, la cita tendrá 11 puntos). El interlineado tiene que ser sencillo.
La referencia de la citación va al final, antes del punto final.
Las supresiones de texto en las citas tiene que indicarse con tres puntos entre corchetes: […].